# Jo Vonlanthen
Joseph „Jo“ Vonlanthen (* 31. Mai 1942 in St. Ursen) ist ein ehemaliger Schweizer Automobilrennfahrer.

## Karriere
Jo Vonlanthen war Autohändler in Frauenfeld, als er 1968 privat begann Rennen zu fahren. Seine ersten Rennen fuhr er in der Formel Super Vau. 1972 gewann er mit einem Tecno die Schweizer Formel-3-Meisterschaft. 1973 wechselte er in die Formel-2-Europameisterschaft. Bestes Resultat war der dritte Platz beim Gran Premio di Roma in Vallelunga mit einem GRD-273-Ford. 1975 wurde er Zweiter beim Eröffnungsrennen der Formel-2-EM-Saison in Estoril, mit einem March-742-BMW hinter dem Sieger Jacques Laffite.
Vonlanthen fuhr in seiner Karriere drei Rennen der Formel 1, wobei nur eines den Status als Weltmeisterschaftslauf hatte. 1975 fuhr er einen Werks–Ensign bei der BRDC International Trophy in Silverstone. Für Frank Williams Racing Cars bestritt er danach den ebenfalls nicht zur Weltmeisterschaft zählenden Großen Preis der Schweiz in Dijon. Obwohl er mit neun Runden Rückstand nicht klassifiziert wurde, brachte ihm dieses Rennen ein Engagement für einen WM-Lauf. Beim Großen Preis von Österreich kam er allerdings nur deswegen ins Rennen, weil Wilson Fittipaldi und Brian Henton nach Trainingsunfällen ihre qualifizierten Fahrzeuge vom Start zurückzogen. Vonlanthen ging mit seinem Iso-Marlboro FW03 vom letzten Startplatz aus ins Rennen und fiel in der 14. Runde mit einem Motorschaden aus.
1976 kehrte Vonlanthen in die Formel 2 zurück, hatte dort erneut nicht den gewünschten Erfolg und zog sich vom Rennsport zurück.